# 19 (album d'Adele)
Pour les articles homonymes, voir 19 (homonymie).
Albums de Adele
21
(2011)
Singles
1. Hometown Glory
Sortie : 22 octobre 2007
2. Chasing Pavements
Sortie : 14 janvier 2008
3. Cold Shoulder
Sortie : 21 avril 2008
4. Make You Feel My Love
Sortie : 27 octobre 2008

19 est le premier album de l'auteure-compositrice-interprète britannique Adele, sorti en 2008. Il s'est vendu à 7 millions  d'exemplaires dans le monde.

## Liste des titres
| No  | Titre                  | Auteur                                   | Durée |
| --- | ---------------------- | ---------------------------------------- | ----- |
| 1.  | Daydreamer             | Adele Adkins                             | 3:41  |
| 2.  | Best for Last          | Adele Adkins                             | 4:19  |
| 3.  | Chasing Pavements      | Adele Adkins, Eg White                   | 3:31  |
| 4.  | Cold Shoulder          | Adele Adkins                             | 3:12  |
| 5.  | Crazy for You          | Adele Adkins                             | 3:28  |
| 6.  | Melt My Heart to Stone | Adele Adkins, Eg White                   | 3:24  |
| 7.  | First Love             | Adele Adkins                             | 3:10  |
| 8.  | Right as Rain          | Adele Adkins, Silverman, Movshon, Holley | 3:17  |
| 9.  | Make You Feel My Love  | Bob Dylan                                | 3:32  |
| 10. | My Same                | Adele Adkins                             | 3:16  |
| 11. | Tired                  | Adele Adkins, Eg White                   | 4:19  |
| 12. | Hometown Glory         | Adele Adkins                             | 4:31  |

| 13. | That's It, I Quit, I'm Movin' On       | Sam Cooke    | 2:13 |
| 14. | Now and Then (B-Side de Cold Shoulder) | Adele Adkins | 4:02 |
| 15. | Painting Pictures                      | Adele Adkins | 3:36 |

| 1. | Right as Rain [Live]                    | Adele Adkins, Silverman, Movshon, Holley | 3:28 |
| 2. | Melt My Heart to Stone [Live]           | Adele Adkins, Eg White                   | 3:21 |
| 3. | My Same [Live]                          | Adele Adkins                             | 3:02 |
| 4. | That's It, I Quit, I'm Movin' On [Live] | Sam Cooke                                | 3:21 |
| 5. | Chasing Pavements [Live]                | Adele Adkins, Eg White                   | 3:49 |

## Certifications
| Pays                         | Certification |
| ---------------------------- | ------------- |
| Allemagne (BVMI)             | Platine       |
| Australie (ARIA)             | 2 × Platine   |
| Belgique (BEA)               | 2 × Platine   |
| Canada (Music Canada)        | 4 × Platine   |
| Danemark (IFPI)              | 2 × Platine   |
| États-Unis (RIAA)            | 3 × Platine   |
| Finlande (Musiikkituottajat) | Or            |
| France (SNEP)                | Or            |
| Italie (FIMI)                | Platine       |
| Mexique (AMPROFON)           | Or            |
| Nouvelle-Zélande (RMNZ)      | 2 × Platine   |
| Pays-Bas (NVPI)              | 3 × Platine   |
| Royaume-Uni (BPI)            | 8 × Platine   |
| Suisse (IFPI)                | Platine       |